# Ocotea adamantina
Ocotea adamantina är en lagerväxtart som beskrevs av P.L.R.Moraes & van der Werff. Ocotea adamantina ingår i släktet Ocotea och familjen lagerväxter. Inga underarter finns listade i Catalogue of Life.